# Geert Jan Jansen
Geert Jan Jansen (Waalre, 1943) is een Nederlands schilder en kunstvervalser die voor dat laatste in 1994 in Frankrijk werd aangehouden en in 2000 veroordeeld.

## Biografie
Jansens vader, een technicus bij Philips, was een kunstliefhebber en Jansen ging kunstgeschiedenis studeren. Tijdens zijn studie raakte hij bevriend met de Amerikaanse kunsthandelaar Michael Podulke, die eigenaar was van galerie Mokum in Amsterdam, en Jansen ging daar exposities organiseren. Hij opende later zijn eigen galerieën Jacob en Raam, maar had daarmee weinig succes. Toen zijn bedrijf verlies begon te lijden, ging hij posters van lithografieën van Karel Appel ondertekenen om ze als originelen te verkopen. Later maakte hij zijn eerste vervalsing van een Appel, en verkocht deze voor 2600 gulden. Hierdoor aangemoedigd stuurde hij een andere vervalsing naar een veiling in Londen. Het veilinghuis stuurde een foto ervan naar Appel, die daarop verklaarde dat het werk echt was, en de gouache werd voor een recordbedrag verkocht. Geert Jan Jansen maakte speciaal voor Stichting Dierenhulp een werk in de stijl van Karel Appel. Sinds 2010 is Geert Jan Jansen ambassadeur van Stichting Dierenhulp.
Jansen had een relatie met de kunstenares Ellen van Baren. Zij is 11 april 2024 overleden.

## Vervalsingen
In 1981 werd de Nederlandse politie op de hoogte gebracht van een vervalst schilderij van Bart van der Leck. Sporen leidden naar Jansen en de politie doorzocht zijn huis in Edam maar vond niets. Wel vond ze 76 Appel-vervalsingen op de zolder van een pakhuis, maar niemand deed aangifte. Er was te weinig bewijsmateriaal, en de officier van justitie sloot een overeenkomst met Jansen om drie jaar geen vervalsingen te maken.
In 1988 bracht Jansen een partij Appel-schilderijen op de markt. Toen het vervalsingen bleken gingen galerie-eigenaars elkaar beschuldigen. In juni 1988 nam de politie in de Amsterdamse MAT galerie honderden Appelvervalsingen in beslag. De eigenaar verklaarde dat hij honderd Appelschilderijen had gekocht van de Tripple Tree galerie, die ze op zijn beurt van Henk Ernste in Parijs had gekocht. Ernste werd gearresteerd, maar de zaak werd geschikt met een geldboete van 5,5 miljoen francs. Tijdens deze zaak emigreerde Jansen met zijn vriendin naar Frankrijk.
In maart 1994 kwam een zekere "Jan van den Bergen" met enkele werken bij veilinghuis Karl & Faber in München. Hij claimde de eigenaar van een kunstgalerie in Orléans te zijn en kon zijn visitekaartje laten zien. Hij had een pentekening van Chagall, een gouache van Asger Jorn en een schilderij van Appel bij zich. Van de eerste twee had hij ook een certificaat van echtheid. Van den Bergen wilde dat de kunstwerken binnen korte tijd werden geveild en vertrok gehaast.

## Onderzoek
Expert Sue Cubitt van het veilinghuis liet de werken onderzoeken. Het certificaat bij de Chagall bevatte een spelfout, en ze werd achterdochtig. Jan Nieuwenhuizen Segaar, een vertegenwoordiger van Karel Appel, nam contact op met Appel, die zei dat het werk van hem was. Toch bleef Cubitt achterdochtig. Het Chagall-comité in Parijs bevestigde dat het certificaat bij de Chagall een vervalsing was en dat daarom ook de tekening een vervalsing moest zijn. Hetzelfde gebeurde met het certificaat van de gouache van Jorn. Veilinghuis Karl & Faber besloot daarop de drie werken terug te trekken uit de veiling, omdat de echtheid niet gegarandeerd kon worden, en retourneerde ze aan Van den Bergen. Cubitt besloot om de politie van de zaak op de hoogte te brengen en nam contact op met hoofdcommissaris Ernst Schöller van de afdeling Kunst und Antiquitäten van het Landeskriminalamt Baden-Württemberg in Stuttgart.

## Arrestatie en veroordeling
Toen Cubitt en de politie andere veilingcatalogi doornamen, kwamen ze erachter dat Van den Bergen vergelijkbare werken voor verkoop had aangeboden aan veilinghuizen door heel Europa. Op het door hem opgegeven adres in Orléans bleek zich geen galerie maar een wijnbottelarij te bevinden. Een spoor van valse adressen leidde Schöller en de Franse politie naar een boerderij in het gehucht La Chaux, ten zuiden van Poitiers. Op 6 mei 1994 werden Jansen en zijn vriendin Ellen van Baren daar gearresteerd. Jansen bleek degene die zich voor Jan van den Bergen had uitgegeven. Toen de Franse politie de boerderij doorzocht trof ze 1600 verdachte kunstwerken van onder andere Karel Appel, Jean Cocteau, Raoul Dufy, Ferdinand Erfmann, Charles Eyck, Leo Gestel, Bart van der Leck, Henri Matisse, Joan Miró en Pablo Picasso aan. Uiteindelijk zat de kunstschilder zes maanden gevangen. Tijdens zijn gevangenschap mocht hij doorgaan met zijn schilderwerk. Tevens werkte hij tijdens de detentie aan het boek Magenta, dat verscheen in 1998.
De Franse politie had maar weinig aanwijzingen die tot een veroordeling konden leiden en hun oproepen in de media leverden geen aangiften van verkochte vervalsingen op. Na zes jaar besloten de Franse autoriteiten om zelf op zoek te gaan naar vervalsingen. Daartoe werden de boeken doorgenomen van veilinghuis Drouot, waar Jansen onder verschillende pseudoniemen de meeste van zijn vervalsingen had verhandeld. De zo achterhaalde werken werden door de politie onmiddellijk in beslag genomen. Kopers werd een aanklacht van medeplichtigheid in het vooruitzicht gesteld als ze weigerden aangifte tegen Jansen te doen. In februari 2000 waren er op die manier 13 aanklachten verzameld, waarvan echter het grootste deel in de maanden daarop weer werd ingetrokken. Tot slot bleven er twee over, van veilingmeesters die zelf gevangen zaten.
Jansen stond in september 2000 terecht in Orléans. Tegen die tijd had de politie al duizenden vervalsingen gevonden. Tijdens de rechtszaak werd door Jansens advocaat geëist dat de werken niet vernietigd werden omdat er zich echte werken onder zouden bevinden. De officier van justitie eiste uiteindelijk vijf jaar voorwaardelijke gevangenisstraf tegen Jansen, en drie jaar voorwaardelijk tegen zijn vriendin, wegens medeplichtigheid. De rechter besliste echter strenger en veroordeelde Jansen tot vijf jaar gevangenisstraf, waarvan vier jaar voorwaardelijk, en zijn partner tot drie jaar, waarvan twee-en-een-half voorwaardelijk. Ook werd hij drie jaar uit Frankrijk verbannen en moesten al zijn werken vernietigd worden. Jansen ging in beroep en op 12 november 2001 werd zijn straf nog eens verhoogd tot vijf jaar waarvan drie voorwaardelijk. De straf voor zijn partner bleef gelijk. Inmiddels heeft de Franse justitie toch enige honderden werken aan Jansen geretourneerd.

## Tentoonstellingen en voorstellingen
Na zijn veroordeling heeft Jansen meerdere tentoonstellingen gehad, in Nederland en daarbuiten. De schilderijen zijn tegenwoordig met zijn eigen naam ondertekend. Wel wordt aangegeven dat hij schildert in de stijl van Appel, Matisse, Picasso of anderen. In 2008 had hij bijvoorbeeld tentoonstellingen in Slot Zeist en kasteel Beverweerd; in 2018 opnieuw in Beverweerd, "in celebration of Monet, Klimt, Schiele, Van Dongen, CoBrA, Banksy".
In 2018 speelde Jansen mee in de voorstelling True Copy van het Antwerpse Theatergezelschap Berlin. De voorstelling draaide rond zijn leven en vragen rond waarheid en leugen. Naar aanleiding van de voorstelling schilderde Jansen Tête d’Arlequin van Picasso na. Dit werk was spoorloos na een kunstroof in 2012. Berlin liet het schilderij gevonden worden in Roemenië, wat de internationale pers haalde, aangezien men dacht dat het origineel gevonden was. Het theatergezelschap liet echter snel weten dat het een actie in het kader van hun voorstelling was. True Copy ging op 15 november 2018 in première in deSingel in Antwerpen, waar de voorstelling ook grotendeels gemaakt was.